# Brookesia antakarana
Brookesia antakarana är en ödleart som beskrevs av  Christopher John Raxworthy och Nussbaum 1995. Brookesia antakarana ingår i släktet Brookesia och familjen kameleonter. IUCN kategoriserar arten globalt som nära hotad. Inga underarter finns listade.
Denna kameleont är bara känd från norra Madagaskar. Den vistas i fuktiga skogar i låglandet. Honan lägger vanligen fyra ägg.